# Acrotome mozambiquensis
Acrotome mozambiquensis là một loài thực vật có hoa trong họ Hoa môi. Loài này được G.Taylor mô tả khoa học đầu tiên năm 1935.